# Parco regionale storico di Monte Sole
Il parco regionale storico di Monte Sole è un'area naturale protetta che è stata istituita nel 1989 ed è situata nella città metropolitana di Bologna. Si estende sul territorio compreso tra i fiumi Reno e Setta, teatro, durante la seconda guerra mondiale, del tremendo eccidio di Monte Sole effettuato dai militi nazi-fascisti nel 1944. Il parco storico di Monte Sole si estende per quasi tutta l'area coinvolta nell'eccidio. L'istituzione di questa area protetta, oltre che la tutela e valorizzazione del patrimonio ambientale, ha come scopo il mantenere vivo l'interesse e la memoria di questo cupo pezzo di storia italiana, delle vicende della Brigata Partigiana Stella Rossa, attraverso la diffusione di una cultura di pace rivolta soprattutto alle giovani generazioni.
Il parco copre un'area di circa 6 300 ettari compresa nel territorio dei comuni di Marzabotto, Monzuno e Grizzana Morandi, i quali uniti alla provincia di Bologna, al comune di Bologna, alle comunità montane n. 10-Alta e Media Valle del Reno e n. 11-Cinque valli Bolognesi costituiscono il Consorzio di gestione del parco.
Il territorio del parco si sovrappone quasi interamente con il sito di interesse comunitario  Monte Sole (IT4050003).

## Storia
Le prime testimonianze di insediamento o frequentazione dell'area risalgono al Neolitico (VIII millennio a.C.) e all'Eneolitico (età del rame, IV-III millennio a.C.). L'impulso al popolamento della parte bassa delle valli del Reno e del Setta è con ogni probabilità ricollegabile alla sua vicinanza a due importanti vie di collegamento tra l'Emilia e la Toscana, frequentate sin dall'antichità.
All'inizio del secolo V a.C., nasce l'insediamento etrusco di Pian di Misano, che si estendeva fino alle porte dell'odierno abitato di Marzabotto, che era anche l'ultima area pianeggiante di una certa ampiezza prima dell'Appennino. Questo insediamento era situato in una posizione strategica adatta allo sviluppo dei commerci etruschi, tra il centro Italia, l'Europa continentale, la Pianura Padana e il porto adriatico di Spina, dal quale salpavano le navi etrusche dirette ai mercati greci. Inoltre questo centro etrusco fu un importante centro di lavorazione dei metalli e della ceramica. 
Dal IV secolo sotto la spinta delle invasioni dei Galli, l'insediamento etrusco e tutta la valle del Reno iniziò a decadere e a perdere importanza. Tale abbandono continuò anche in epoca romana, quando le principali vie del commercio si spostarono nelle valli più orientali.
Il ripopolamento dell'area iniziò solo alla fine del I secolo a.C., quando nei pressi della confluenza tra Setta e Reno si registrò un forte incremento demografico legato alla costruzione dell'acquedotto. Databile intorno al 15 a.C., l'acquedotto romano è tuttora in funzione, dopo il recupero ottocentesco, e continua a servire acqua a Bologna. Successivamente, la zona conobbe povertà e pestilenze causate dalle guerre fra eserciti di passaggio che si contendevano il territorio, come la guerra che vide fronteggiarsi Goti e Bizantini, che ebbe pesanti conseguenze sull'assetto economico e sociale della zona. Con l'avvento dei Franchi, infine, i territori furono ceduti da Carlo Magno al Papato.

## Fauna
Il territorio del parco, formato da un fitto mosaico di habitat costituisce l'ambiente ideale per una grande varietà di specie animali: il predatore  degli Appennini, il lupo,  e poi tutti gli ungulati come il cervo, il capriolo, il daino (introdotto nell'ecosistema in epoca romana) e il cinghiale (immesso recentemente nell'ecosistema per scopi venatori). 
Nei boschi trova rifugio anche il moscardino, il ghiro e lo scoiattolo, il quale gioca un ruolo importantissimo nella riforestazione del parco; grazie all'abitudine di seppellire i semi d'alberi, ne facilita la disseminazione. Inoltre si possono contare oltre 60 specie di uccelli, fra le quali varie specie di rapaci diurni e notturni, come l'albanella minore e il falco pecchiaiolo. Vanno segnalati anche: l'averla piccola, il luì bianco, la sterpazzola e la sterpazzolina, il picchio verde, il picchio muratore e il rampichino, il martin pescatore, il corriere ciccolo e il succiacapre.

## Flora
Nel parco è presente un terzo della diversità floristica dell'Emilia-Romagna. L'alta varietà di specie floristiche è dovuta alla natura geografica del parco, che è situato fra la zona climatica mediterranea, e quella continentale dell'Emilia centrale. Esemplare e la compresenza del leccio (stenomediterranea) e del pino silvestre (eurasiatica). Nei punti maggiormente elevati, invece, è possibile vedere il faggio (Fagus sylvatica).
In generale i versanti settentrionali sono dominati dal carpino nero, mentre quelli meridionali dalla roverella e dal castagno.
Il parziale spopolamento umano dell'area ha dato avvio a un processo di riforestazione; a Monte Sole è infatti possibile vedere ancora oggi delle specie di piante, come il fiordaliso e la speronella (Consolida spp) che altrove sono in via d'estinzione a causa dell'uso di diserbanti.

## Accessi
Il parco è facilmente raggiungibile da Pian di Venola (Marzabotto) e da Vado (Monzuno). 
- in auto: percorrendo l'Autostrada del Sole, imboccare l'uscita Sasso Marconi, prendere la SS64 Porrettana in direzione Porretta Terme per circa 10 km. Superato l'abitato di Marzabotto, si arriva alla frazione di Pian di Venola
- in treno: a Pian Di Venola c'è la fermata della ferrovia Porrettana. I treni provenienti da Bologna e da Porretta Terme hanno frequenza oraria

## Comuni
Il territorio del parco è compreso nei comuni di Marzabotto, Monzuno e Grizzana Morandi.

## Attività
All'interno del parco non è permessa la caccia, ad esclusione di quella di selezione.
Sono presenti nel parco percorsi per mountain bike e a cavallo (presso il Centro Visite è presente anche un posto di sosta), è vietato fare motocross.
Numerosi percorsi tematici interessano il parco:
- Percorso storico - gli Etruschi: numerosi i resti di questo antico passato, la città di Kainua con le sue necropoli, ed altri ritrovamenti in diverse zone del parco
- Percorso storico - l'Eccidio di Monte Sole: ripercorre le zone e le vicende dell'eccidio nazifascista e la storia della brigata partigiana Stella Rossa
- Percorso naturalistico 1: storia e natura si intersecano, l'occhio attento può osservare le lente modificazioni che l'uomo, a partire dagli Etruschi, ha operato sul territorio (antropizzazione) e l'improvviso abbandono, come naturale seguito dell'eccidio. La natura si riprende gli spazi che erano dell'uomo (de-antropizzazione)
- Percorso naturalistico 2: osserviamo gli animali nel loro habitat e godiamo dell'elevata biodiversità di questa area protetta
- Percorso artistico - Giorgio Morandi: osserva il paesaggio e ricerca quell'ispirazione che Morandi ha fissato su tela

## Galleria d'immagini

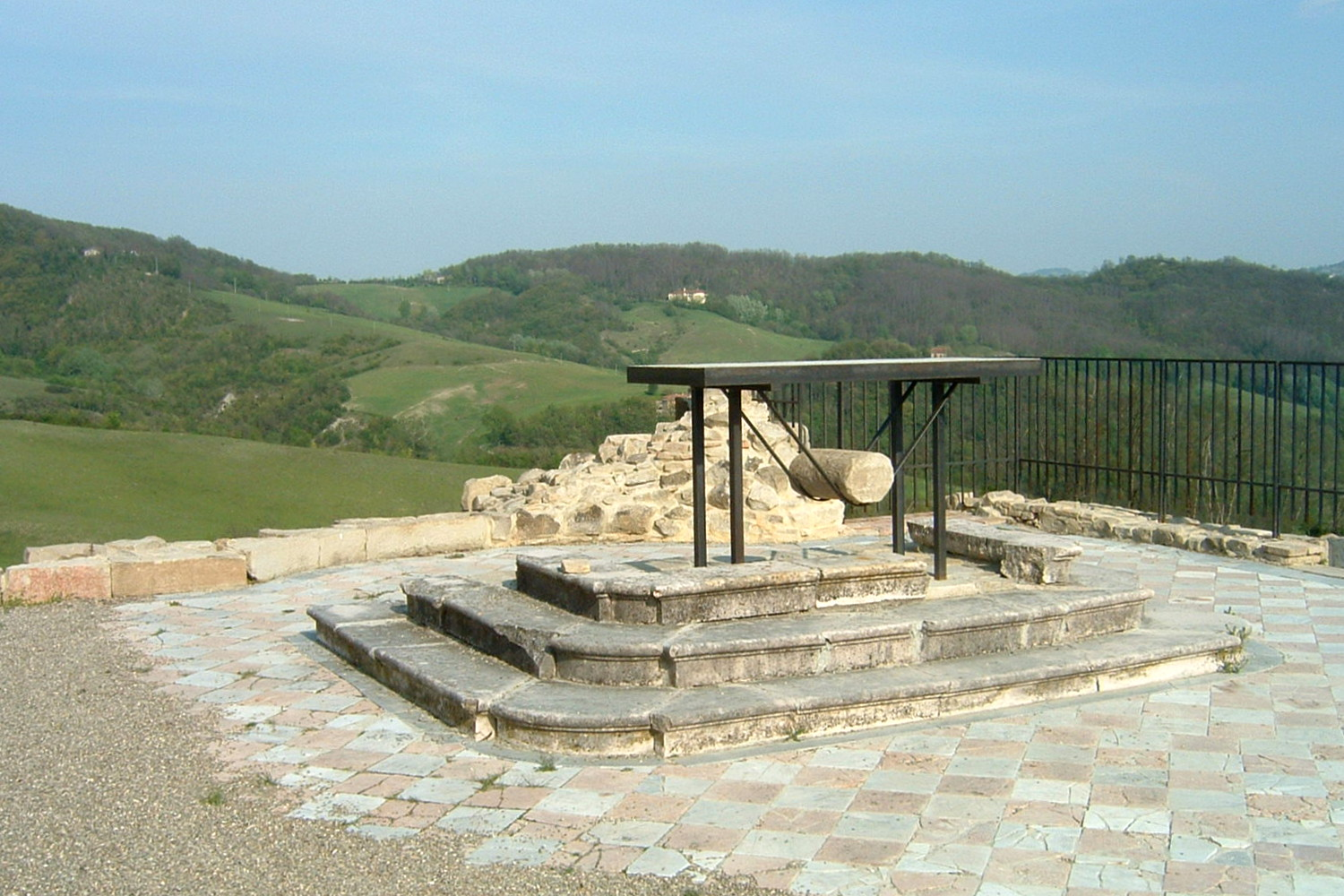
Resti di una delle chiese teatro dell'eccidio
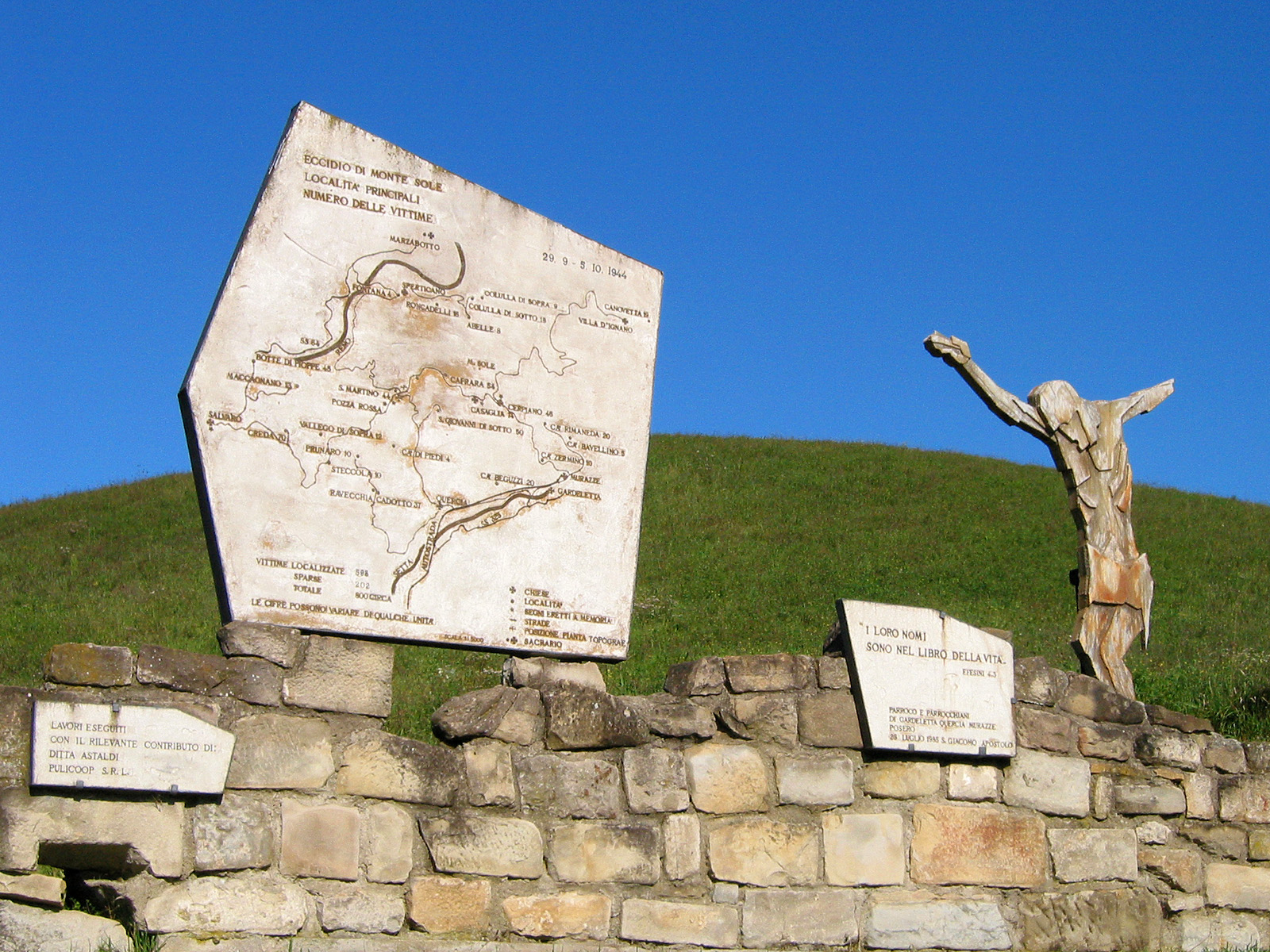
Memoriale coi dati sulle vittime della strage di Marzabotto
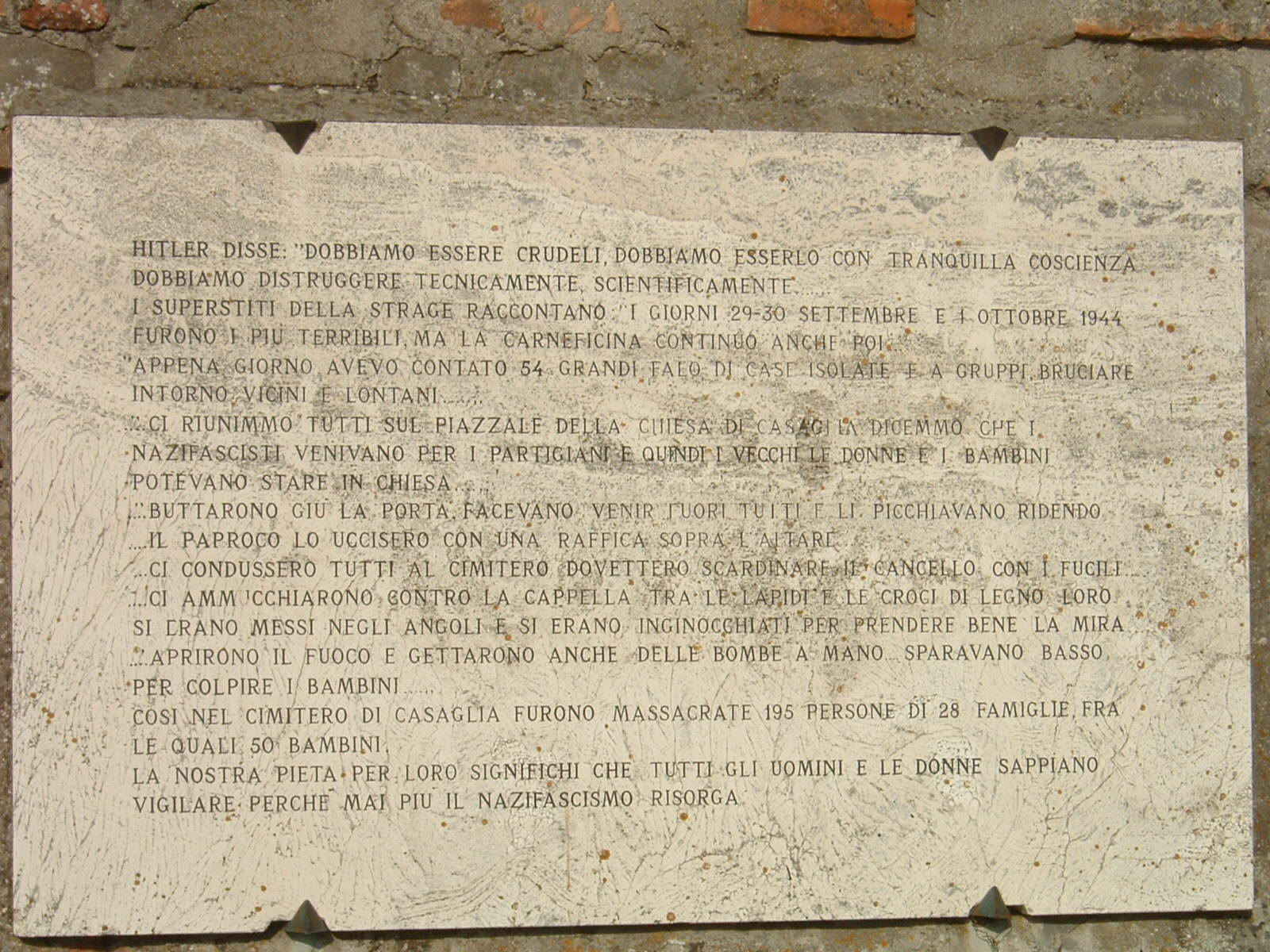
L'iscrizione presso il cimitero di Casaglia
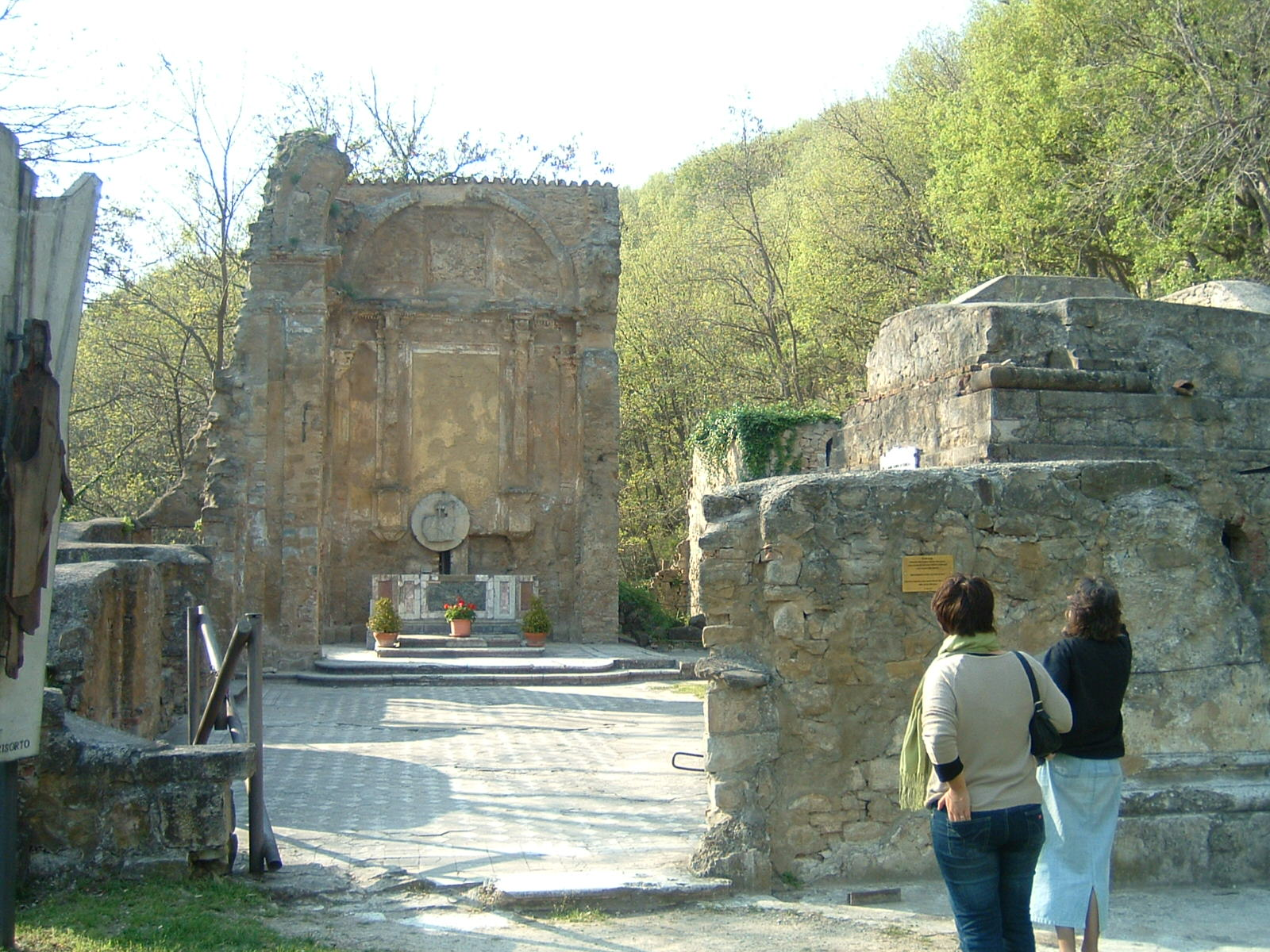
I ruderi della chiesa di Casaglia